# Jose Girl
Josefa Gómez, más conocida como Jose Girl (Zaragoza, España; 1 de mayo de 1977), es una fotógrafa y directora española, residente en Los Ángeles, California, Estados Unidos.

## Biografía
Nace en el seno de una familia de circo. Desde muy joven se inclina por el arte y desarrolla una relación especial con la fotografía. 
Realiza sus primeras fotografías de música a bandas underground de Zaragoza en los años 90, realizando también algunos videoclips para amigos músicos mientras cursa sus estudios superiores de imagen. Residió en Valencia de 1996 al 2002, donde realiza sus primeras exposiciones fotográficas con temática erótica y fetichista; y comienza a hacer fotos de conciertos.
Se trasladó a Madrid y en 2003 comienza a colaborar con revistas musicales como Rolling Stone España y Rolling Stone Colombia, Popular 1, This is Rock y EFE EME. Su archivo fotográfico se utiliza en la película  "14 days with Víctor", coproducción española-inglesa, donde la protagonista es una fotógrafa que basa su obra en la de Jose Girl.  
Entre los artistas y bandas que han pasado por delante de su lente destacan Enrique Bunbury, Nacho Vegas, Seguridad Social, Andrés Calamaro, Héroes del Silencio, Pereza, Rulo, Mikel Erentxun, Flaco Jiménez y Lemmy entre otros.
El 2 de octubre de 2012, contrajo nupcias por lo civil con Enrique Bunbury, en  Tepoztlán, Morelos, México. 
En 2017 dirige el cortometraje, “Expectatives, a short film”, que es seleccionado en numerosos festivales en España, Latinoamérica y Estados Unidos. Su serie más reciente, "Tenebris Somniorum", transforma inquietantemente fragmentos de sueños en alegorías fotográficas cinematográficas. No se limita a reproducir escenas oníricas, sino que las transforma en sus propias imágenes evocadoras. Los espectadores se convierten en oneironautas que exploran el mundo surrealista de su mente.

## Exposiciones Fotográficas
1999
- Sala Malandro, Madrid

2000
- Sala Negrito, Valencia

2001
- Sala Mitjanit, Valencia

- Sala Underground, Benidorm, Alicante

2008
- “Tesoro”, fotos del Tour de reunión de la banda de rock Héroes del Silencio, en Zaragoza, Huesca y Cádiz

- Exposición fotográfica en el atelier del escultor Marco Piono en Berlín, año 2008.

2010
- Exposición fotográfica en el centro de artes CENART, Ciudad de México

2014
- “MISFITS”, Sala de exposiciones Bantierra , Zaragoza

2015
- Exposición fotográfica colectiva  “Creative Portrait”, en Los Angeles Center of Photography

2018
- Exposición fotográfica colectiva  “Stranger than Fiction”, en Santa Mónica, California

2019
- Exposición fotográfica "Cierta Luz" de fotógrafas aragonesas en Zaragoza

2023
- “Tenebris Somniorum” Janine Bean Gallery, Berlin

## Reconocimientos
London Photography Awards 2024
Fine Art Photography Awards (FAPA) 2024
The Independent Photographer  - Black & White Photography Award 2024
TIFA Gold Award - 2023
MONOCHROME AWARDS 2023
DODHO Monochromatic Awards 2022

## Influencias
- Diane Arbus
- Josef Koudelka
- Ander Petersen
- Alberto García-Alix
- Richard Avedon
- David Lynch